# 哈佛 (愛達荷州)
哈佛（英語：Harvard）是位於美國愛達荷州拉塔縣的一個非建制地區。

## 地理
哈佛的座標為46°55′03″N 116°43′47″W / 46.91750°N 116.72972°W，而該地的平均海拔高度為785米（即2575英尺）。